# Muhsin Bey
Muhsin Bey és una pel·lícula dramàtica turca de 1987, escrita i dirigida per Yavuz Turgul, amb Şener Şen com a productor musical solitari de mitjana eda, abordat per un jove que somia convertir-se en cantant de folk. La pel·lícula es va projectar en competició al 24è Festival Internacional de Cinema d'Antalya, on va guanyar la Taronj d'Or a la millor pel·lícula, millor actor, millor actor secundari i millor guió, i la 6a Festival Internacional de Cinema d'Istanbul, on va guanyar un premi especial del jurat i va ser votada com una de les 10 millors pel·lícules turques per l'Associació de Cinema d'Ankara.

## Argument
Ali Nazik demana ajuda al productor Muhsin Kanadikirik per convertir-se en un Türkücü (cantant folk). Muhsin, que és un fan de Müzeyyen Senar i Safiye Ayla, està en contra de la música de tipus arabesc que és afavorida per Nazik. En Muhsin finalment cedeix i el pren sota la seva ala i treballen junts per fer de Nazik una estrella.

## Repartiment
- Şener Şen (Muhsin Bey)
- Uğur Yücel (Ali Nazik)
- Sermin Hürmeriç (Sevda)
- Osman Cavcı (Osman)
- Erdoğan Sıcak (Şakir)
- Doğu Erkan (Madam)
- Erdinç Üstün (Laz Nurettin)
- Tayfun Çorağan (Sunucu)
- Kutay Köktürk (Dolandırıcı)

## Premis
Muhsin Bey va guanyar la millor pel·lícula, millor actor (per Şener Şen), millor actor secundari (per Uğur Yücel) i millor guió (per Yavuz Turgul) al 24è Festival Internacional de Cinema d'Antalya i el Premi Especial del jurat al Festival de Cinema d'Istanbul. També va rebre el Premi Sant Sebastià al Festival Internacional de Cinema de Sant Sebastià 1988.